# Ficinia
Ficinia är ett släkte av halvgräs. Ficinia ingår i familjen halvgräs.

## Bildgalleri

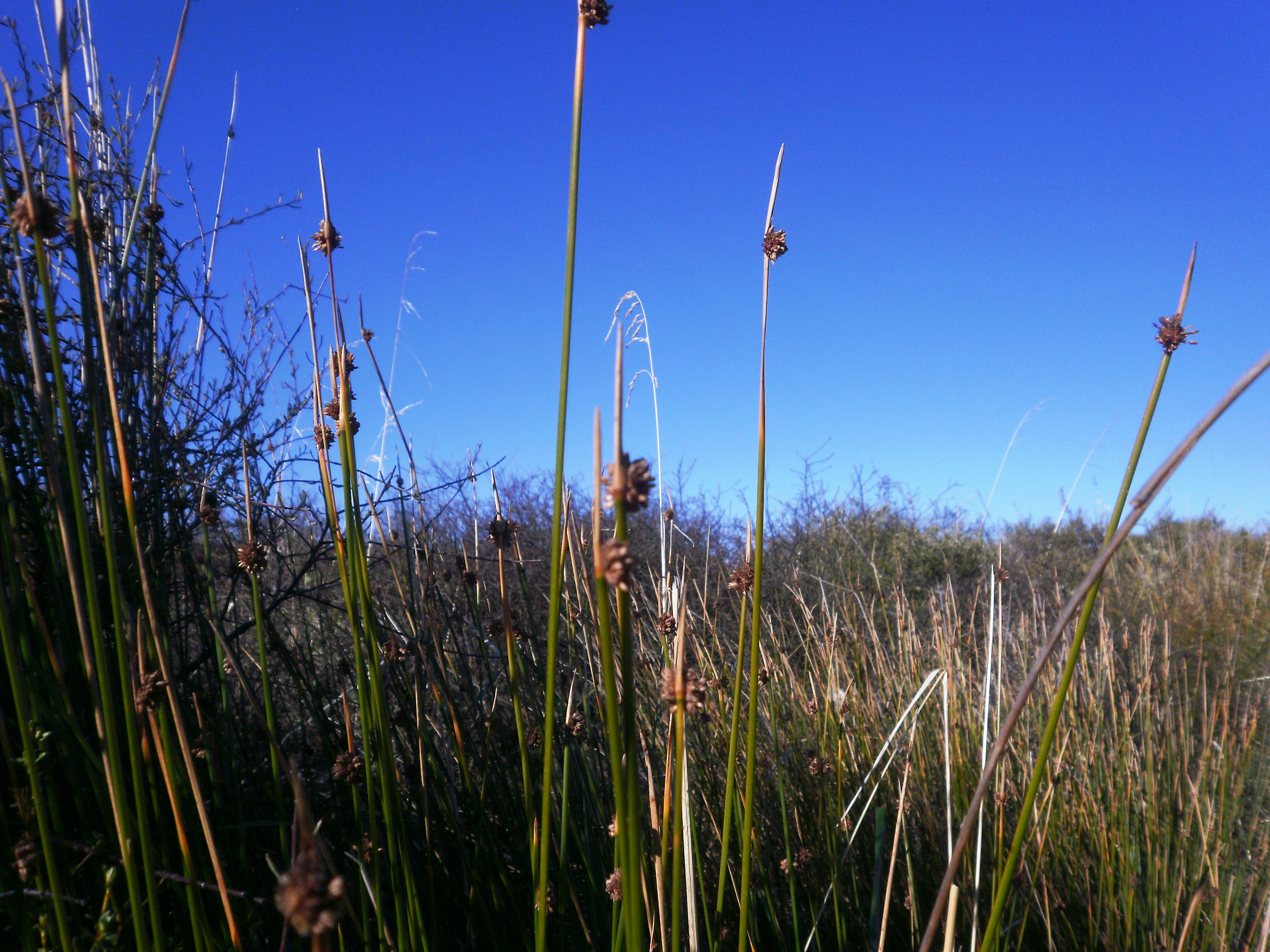
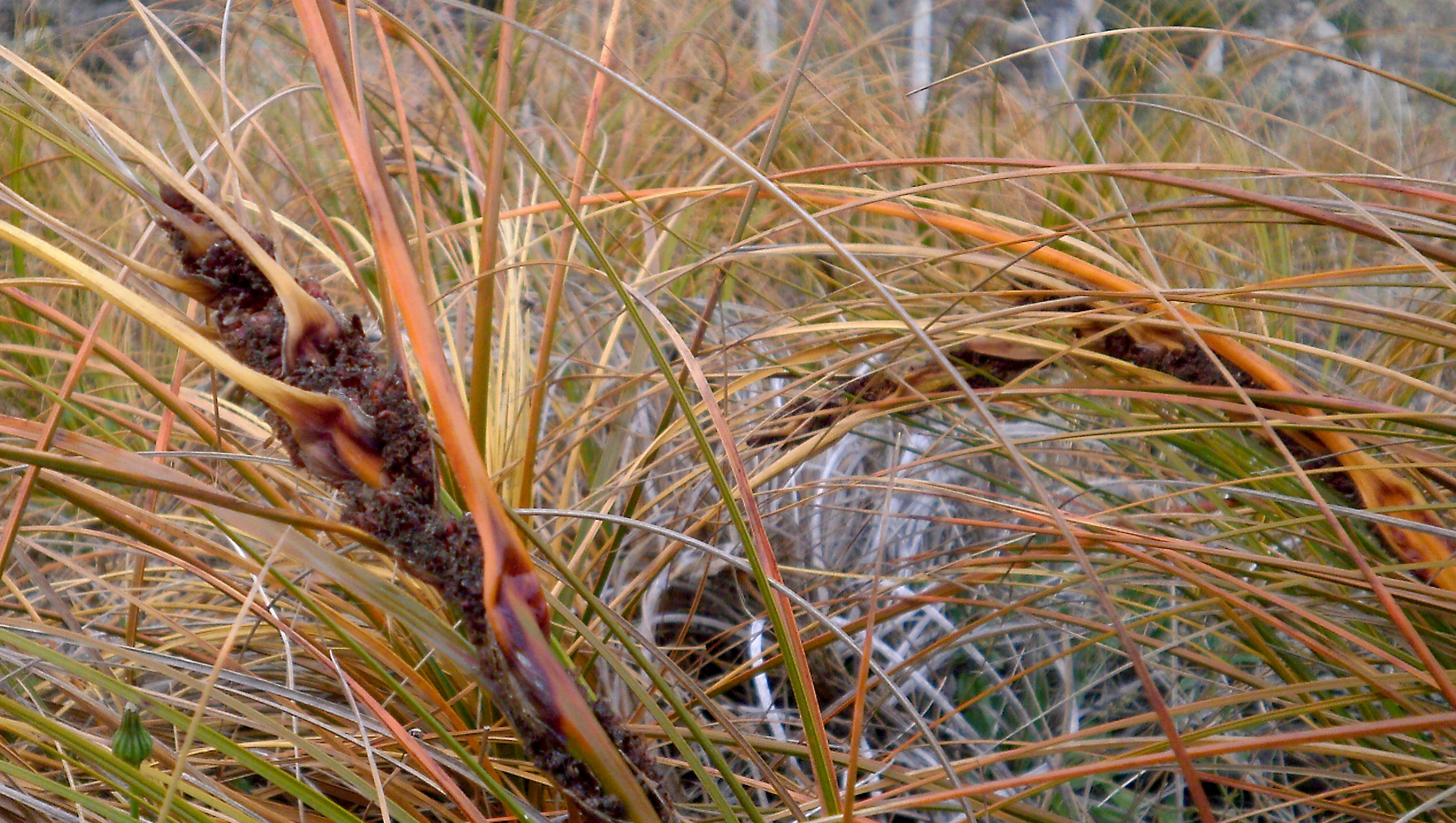
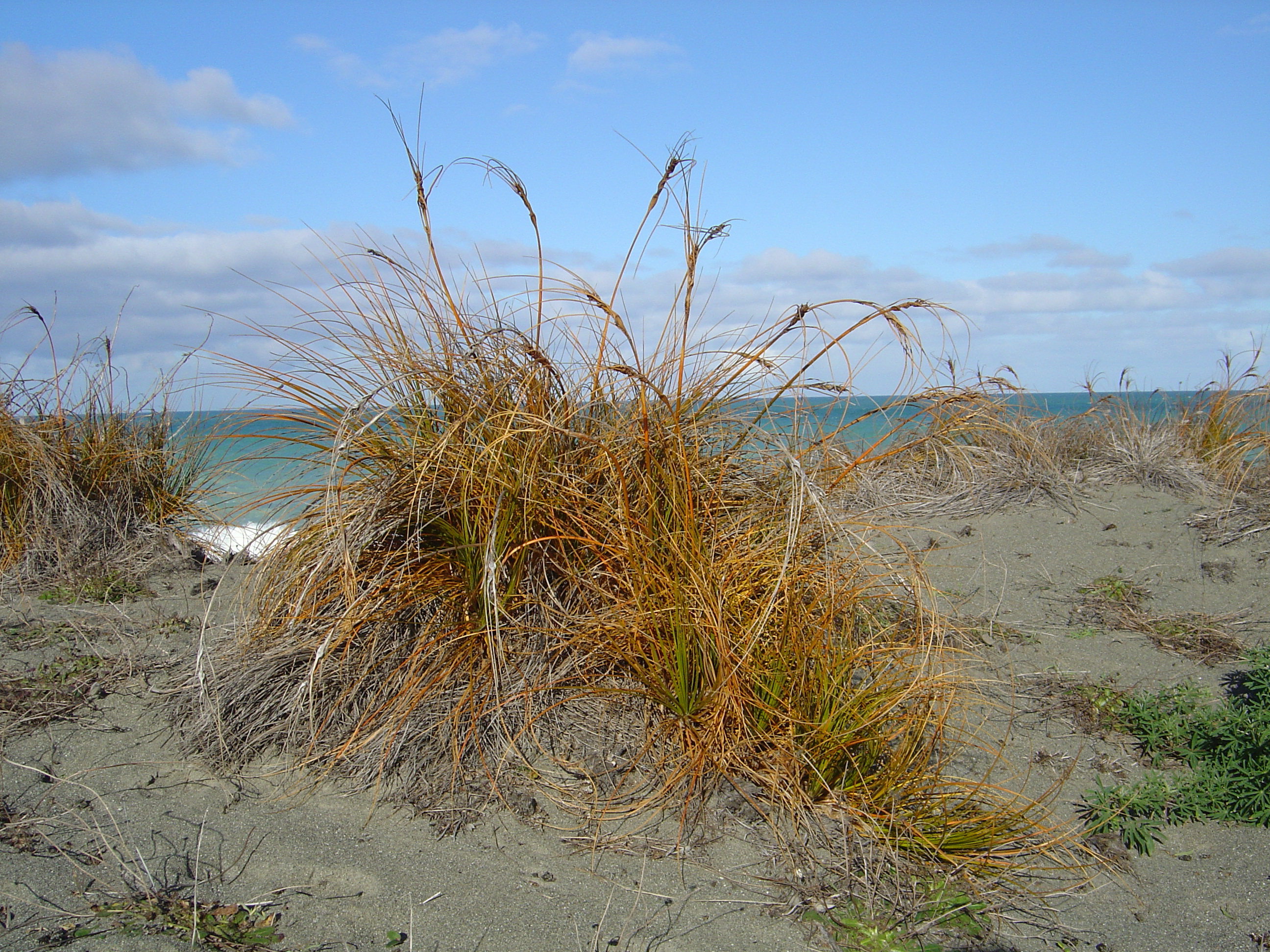
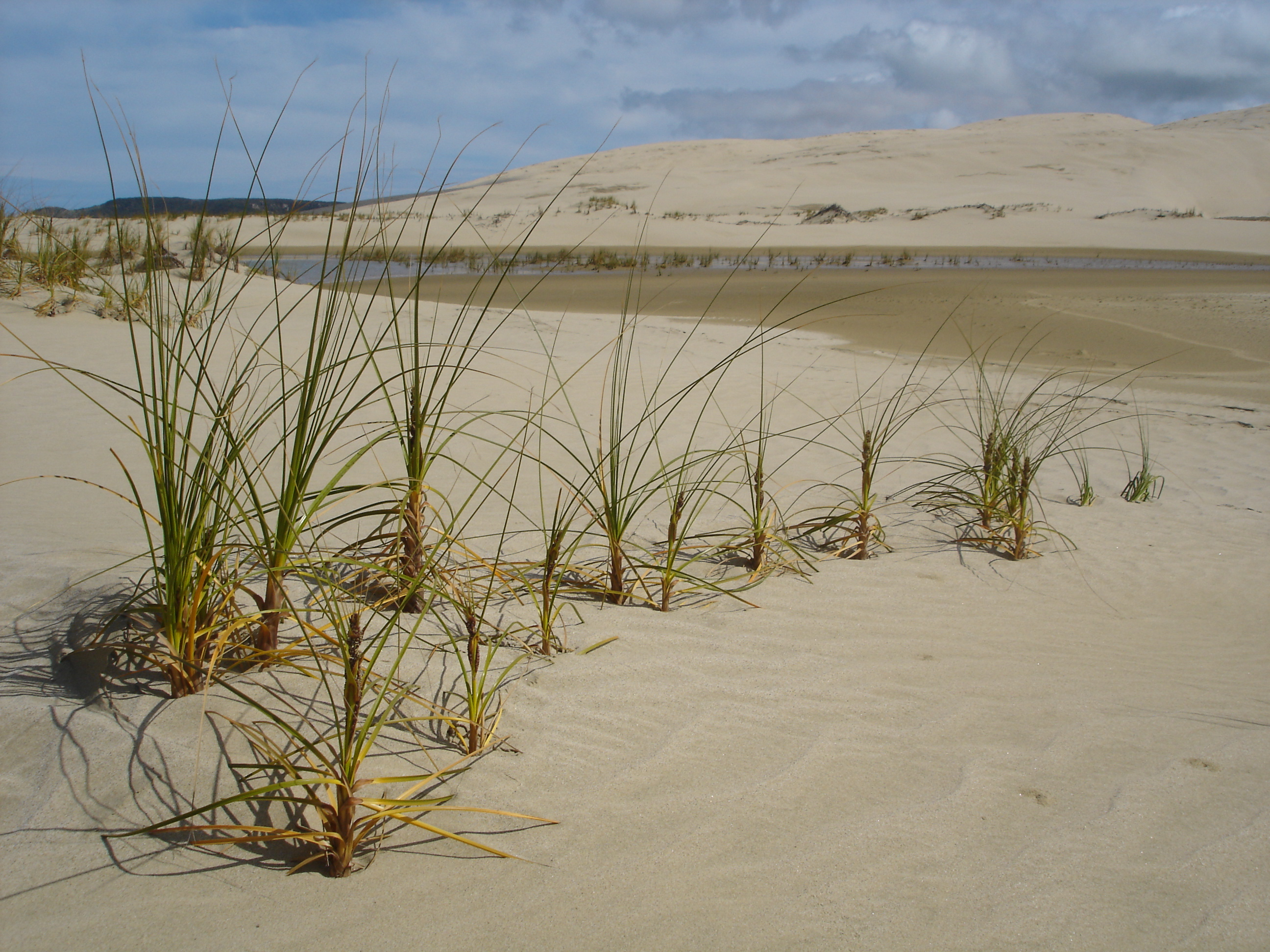

## Dottertaxa tillFicinia, i alfabetisk ordning[1]
- Ficinia acrostachys
- Ficinia acuminata
- Ficinia albicans
- Ficinia anceps
- Ficinia angustifolia
- Ficinia anysbergensis
- Ficinia arenicola
- Ficinia argyropus
- Ficinia atrostachya
- Ficinia borealis
- Ficinia brevifolia
- Ficinia bulbosa
- Ficinia capillifolia
- Ficinia capitella
- Ficinia cedarbergensis
- Ficinia ciliata
- Ficinia cinnamomea
- Ficinia clandestina
- Ficinia compasbergensis
- Ficinia crinita
- Ficinia dasystachys
- Ficinia deusta
- Ficinia distans
- Ficinia dunensis
- Ficinia dura
- Ficinia ecklonea
- Ficinia elatior
- Ficinia esterhuyseniae
- Ficinia fascicularis
- Ficinia fastigiata
- Ficinia filiculmea
- Ficinia filiformis
- Ficinia gracilis
- Ficinia grandiflora
- Ficinia gydomontana
- Ficinia indica
- Ficinia involuta
- Ficinia ixioides
- Ficinia laciniata
- Ficinia laevis
- Ficinia lateralis
- Ficinia latifolia
- Ficinia leiocarpa
- Ficinia levynsiae
- Ficinia lucida
- Ficinia macowanii
- Ficinia micrantha
- Ficinia minutiflora
- Ficinia mucronata
- Ficinia nana
- Ficinia nigrescens
- Ficinia nodosa
- Ficinia oligantha
- Ficinia pallens
- Ficinia paradoxa
- Ficinia petrophylla
- Ficinia pinguior
- Ficinia polystachya
- Ficinia praemorsa
- Ficinia pusilla
- Ficinia pygmaea
- Ficinia quinquangularis
- Ficinia radiata
- Ficinia ramosissima
- Ficinia repens
- Ficinia rigida
- Ficinia secunda
- Ficinia spiralis
- Ficinia stolonifera
- Ficinia sylvatica
- Ficinia trichodes
- Ficinia tristachya
- Ficinia trollii
- Ficinia truncata
- Ficinia undosa
- Ficinia zeyheri